# Bill Morrison (Regisseur)
Bill Morrison (* 17. November 1965 in Chicago) ist ein US-amerikanischer Filmregisseur und Filmproduzent von Kurzfilmen.

## Karriere
Morrison wurde 1965 in Chicago geboren. Er besuchte von 1983 bis 1985 das Reed College in Portland und schloss 1989 ein Kunststudium am Cooper Union ab. Im Jahr 2000 erhielt er ein Guggenheim-Stipendium. Sein Film Decasia von 2002 wurde 2013 in das National Film Registry aufgenommen. Im Jahr 2016 wurde er von seiner Alma Mater geehrt. Morrison arbeitete an über 50 Kurzfilmen, wobei er im Sinne es Autorenfilmers meist mehrere Rollen übernahm. Sein Dokumentar-Kurzfilm Dawson City: Frozen Time wurde vielfach ausgezeichnet.
Im Juli 2018 wurde Harith Augustus von einem Polizisten. Aus dem Material fertigte der Aktivist Jamie Kalven zusammen mit Morrison den Kurzfilm Incident, der 2023 auf Festivals gezeigt und mehrfach ausgezeichnet wurde. Außerdem wurden sie bei der Oscarverleihung 2025 in der Kategorie Bester Dokumentar-Kurzfilm nominiert.

## Filmografie (Auswahl)
- 1997: The Film of Her
- 2003: Decasia
- 2005: Outerborough
- 2006: The Highwater Trilogy
- 2007: Who by Water
- 2010: Release
- 2011: Spark of Being
- 2014: All Vows
- 2014: Just Ancient Loops
- 2016: Dawson City: Frozen Time
- 2023: Incident

## Auszeichnungen (Auswahl)
- 2008: Rio de Janeiro Curta Cinema in der Kategorie Internationaler Wettbewerb für Who by Water
- 2017: Critics’-Choice-Movie-Award-Nominierung in der Kategorie Beste Regie für Dawson City: Frozen Time
- 2017: IDA Award in der Kategorie Bester Schnitt für Dawson City: Frozen Time
- 2023: IDA Award in der Kategorie Bester Dokumentar-Kurzfilm für Incident
- 2024: Critics’-Choice-Documentary-Award-Nominierung in den Kategorien Bester Dokumentar-Kurzfilm und Bester True-Crime-Dokumentarfilm für Incident
- 2024: Jurypreis des Champs-Élysées Film Festival für Incident
- 2024: FOCAL International Award in der Kategorie Beste Materialverwendung in einem Kurzfilm für Incident
- 2024: Truth Seeker Award des Tehran International Short Film Festival für Incident
- 2024: Florida Film Festival in der Kategorie Bester Dokumentar-Kurzfilm für Incident
- 2025: Cinema Eye Honor Award in der Kategorie Bester Dokumentar-Kurzfilm für Incident
- 2025: Oscar-Nominierung in der Kategorie Bester Dokumentar-Kurzfilm für Incident